# Canet de Mar
Canet de Mar (katalán kiejtéssel: [kəˈnɛd də ˈmaɾ]) település Spanyolországban, Barcelona tartományban, 43 kilométerre Barcelonától. Lakosainak száma 15 140 fő (2024).
Arenys de Mar és Sant Pol de Mar között, a tengerparton fekszik, az El Corredor és El Montnegre hegyláncok között. Turisztikai központ, de virág- és epertermesztéséről, valamint több modernista stílusú épületéről is ismert. A part menti N-II főút, a C-32 autópálya és a RENFE vasútvonala szolgálja ki.

## Földrajza
Canet de Mar Sant Iscle de Vallalta, Sant Cebrià de Vallalta, Sant Pol de Mar, Arenys de Mar és Arenys de Munt községekkel határos.

## Megközelítése
A település Barcelona felől a Barcelona–Mataró–Maçanet-Massanes-vasútvonalon közelíthető meg a RENFE/Rodalies de Catalunya R1 elővárosi járataival.

## Népesség
A település lakosságának változását az alábbi diagram mutatja:
| Lakosok száma | 1861 | 3257 | 4984 | 5067 | 8659 | 12 047 | 13 548 | 14 123 | 14 526 | 15 140 |
|               | 1717 | 1887 | 1936 | 1960 | 1986 | 2004   | 2009   | 2014   | 2019   | 2024   |